# Аккайнар (Меркенский район)
Аккайнар (каз. Аққайнар, до 199? г. — Кирова) — аул в Меркенском районе Жамбылской области Казахстана. Входит в состав Суратского сельского округа. Находится примерно в 37 км к северо-востоку от районного центра, села Мерке. Код КАТО — 315446200.

## Население
В 1999 году население аула составляло 299 человек (146 мужчин и 153 женщины). По данным переписи 2009 года, в ауле проживали 404 человека (196 мужчин и 208 женщин).